# Dezső Ránki

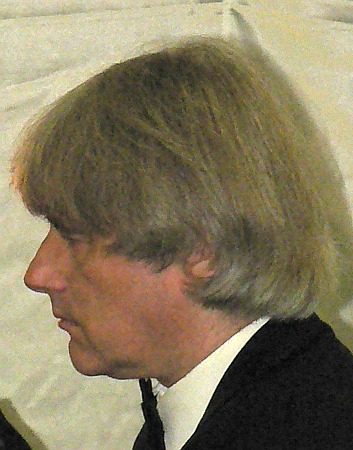
Dezső Ránki

Dezső Ránki (* 8. September 1951 in Budapest) ist ein ungarischer Pianist. Zusammen mit Zoltán Kocsis und András Schiff gilt er als einer der besten ungarischen Pianisten seiner Generation.

## Leben
Sein Musikstudium schloss er 1973 in Budapest an der Franz-Liszt-Musikakademie bei Pál Kadosa und Ferenc Rados ab. Nachdem er beim Robert-Schumann-Wettbewerb in Zwickau den ersten Preis gewonnen hatte, begann er eine internationale Karriere in ganz Europa, der Sowjetunion, den USA und Japan. Er ist unter anderem mit den Berliner Philharmonikern, dem London Philharmonic Orchestra, dem Concertgebouw-Orchester Amsterdam, dem Orchestre National de France unter Dirigenten wie Georg Solti, Sándor Végh, Lorin Maazel und Zubin Mehta aufgetreten. Zweimal wurde ihm der Kossuth-Preis verliehen, welches die höchste kulturelle Auszeichnung Ungarns ist. Er ist mit der Pianistin Edit Klukon verheiratet, mit der er seit 1985 regelmäßige Duo-Auftritte hat.
| Personendaten    | Personendaten       |
| ---------------- | ------------------- |
| NAME             | Ránki, Dezső        |
| KURZBESCHREIBUNG | ungarischer Pianist |
| GEBURTSDATUM     | 8. September 1951   |
| GEBURTSORT       | Budapest            |